# Cerkiew Przemienienia Pańskiego w Szumakach
Cerkiew Przemienienia Pańskiego – prawosławna cerkiew parafialna w Szumakach na Białorusi, w dekanacie brzeskim rejonowym eparchii brzeskiej i kobryńskiej Egzarchatu Białoruskiego Patriarchatu Moskiewskiego. Cerkiew znajduje się w zachodniej części wsi nad prawym brzegiem Leśnej.

## Legenda
Według legendy świątynia została zbudowana dla księcia Iwana Szujskiego z cegły zniszczonej rezydencji Radziwiłła, który przegrał u niego w karty w 1609 r.

## Historia
Świątynię zbudowano w 1609 r.

## Architektura
Cerkiew wybudowano z cegły, przeważającą część elewacji świątyni pomalowano na kolor cielisty (wcześniej była to jasna zółć). Reprezentuje ona mieszankę dwóch stylów gotyku i renesansu. Od strony wejścia znajduje się przedsionek z dwuspadowym dachem zwieńczonym niewielką cebulastą kopułką. Nad główną częścią widnieje kopuła, a na niej osadzony krzyż, dach również dwuspadowy. Na ścianach mieszczą się rzeźbienia na kształt kolumn i łukowate okna. Na tyle obiektu znajduje się półkolista apsyda z boczną dobudówką a wraz z nią trójspadowy dach. Odachowanie wykonane zostało z blachy.

## Wnętrze
Wewnątrz znajduje się ikonostas z XVIII wieku z barokowymi carskimi wrotami. W cerkwi zachowały się ikony Opieki Bogurodzicy z 1751 r. i męczenników wileńskich z XIX w.

## Dzwonnica

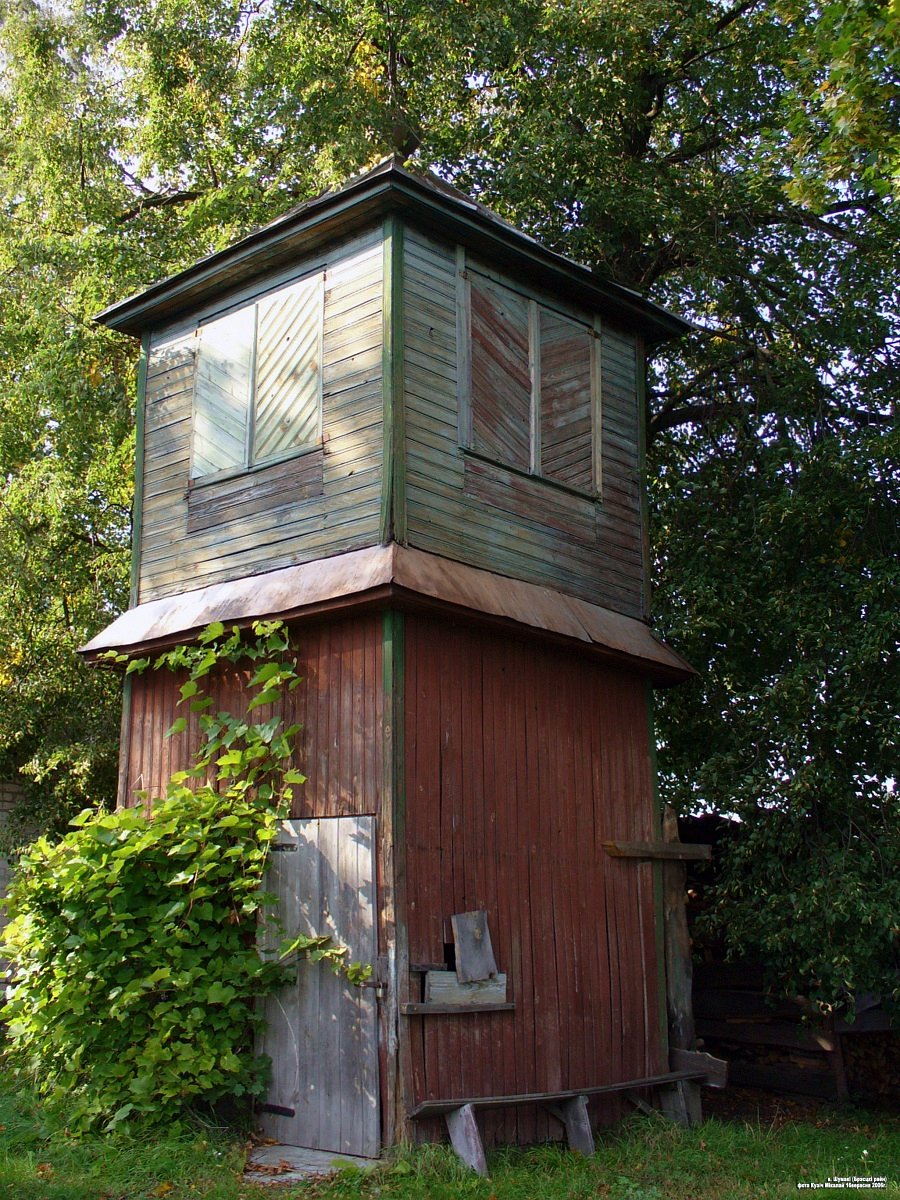
Stara dzwonnica

W sąsiedztwie cerkwi znajdują się dwie dzwonnice: 
- Pierwsza dzwonnica została wykonana z drewna, mająca dach namiotowy zwieńczony kopułą.
- Druga zaś została zbudowana z cegły w stylu bizantyjsko-rosyjskim, 2-kondygnacyjna (dolna część – 4-boczna, górna – 8-boczna). Nad nową dzwonnicą widnieje pozłacana kopuła.